# 国立市立国立第三中学校
国立市立国立第三中学校（くにたちしりつくにたちだいさんちゅうがっこう）は、東京都国立市谷保にある公立中学校。

## 沿革
- 1975年4月1日 - 開校[1]

## 教育目標
- 自ら考え正しい判断のできる人（重点目標）
- 強い意志をもって実行できる人
- 思いやりの心をもって助け合う人
- 心身を鍛える人[2]

## 所在地
〒186-0011 東京都国立市谷保1348-1

### アクセス
- JR東日本南武線谷保駅から徒歩15分[3]

## 学区
- 富士見台一丁目の7から18番地、27（7から16号棟）番地
- 富士見台二丁目の2から34番地、45から60番地
- 富士見台三丁目の5から9番地、15から17番地
- 谷保の1から2910番地、3035番地、3075から6332番地、6337番地、6841から8237番地、9546から9547番地
- 泉一丁目、二丁目及び四丁目の全域[4]